# Международная спортивная федерация колясочников и ампутантов
Международная спортивная федерация колясочников и ампутантов (англ. International Wheelchair and Amputee Sports Federation, IWAS) — международная спортивная организация, осуществлющая организацию и руководство спортом для людей с ограниченными возможностями; благотворительная организация.
Штаб-квартира организации находится в британском городе Сток-Мандевилл. IWAS была образована в 2005 году в результате слияния двух организаций:
- Международная Сток-Мандевиллская спортивная федерация колясочников (ISMWSF), ранее носившая название Международная федерация Сток-Мандевилльских игр (ISMGF);
- Международная спортивная федерация инвалидов (ISOD), основанная Международной ассоциацией ветеранов войны в 1964 году.

IWAS является международным органом управления для спортсменов-инвалидов, использующих коляски, и спортсменов с ампутированными конечностями по таким видам спорта для инвалидов как: лёгкая атлетика, бильярд, боулз, до 2010 года — регби на инвалидных колясках (сейчас регулируется IWRF).
Под эгидой IWAS проводятся Всемирные игры Международной спортивной федерации колясочников и ампутантов.